# Escut d'Aín
L'escut d'Aín és el símbol representatiu oficial del municipi valencià d'Aín. Té el següent blasonament:
| « | Escut quadrilong de punta redona, partit. En el primer quarter, en camp d'or, una torre de gules aclarida i maçonada de sable. En el segon quarter, de gules, tres cards d'or ben ordenats. Per timbre, una corona reial oberta. | » |

## Història
L'escut fou aprovat per Resolució de 17 de juny de 1998, del conseller de Presidència. Publicat en el DOGV núm. 3.302, de 6 d'agost de 1998.
La torre fa referència a l'antic castell d'Aín, d'origen àrab, conquistat als musulmans el 1238, del qual destaca la torre mestra, coneguda com la Torre Àrab. El segon quarter són les armes parlants dels Cardona, antics senyors del poble.